# حسین شاه
سید حسین شاه (اردو: سيد حسين شاه؛ زادهٔ ۱۴ اوت ۱۹۶۴) بوکسور اهل پاکستان است. او در بازی‌های المپیک تابستانی ۱۹۸۸ در سئول, کره جنوبی، در وزن (۷۱–۷۵ کیلوگرم) برنده مدال برنز شد. این اولین مدال المپیک بوکس کشور پاکستان بود.